# La Grande-Paroisse
La Grande-Paroisse es una comuna francesa situada en el departamento de Sena y Marne, en la región de Isla de Francia.
Se extiende a ambas orillas del río Sena, aunque no existe ningún puente en su territorio.
Forma parte del área de atracción de París.

## Demografía
| 1510 | 1572 | 1950 | 2219 | 2392 | 2491 | 2809 |
| Para los censos de 1962 a 1999 la población legal corresponde a la población sin duplicidades (Fuente: INSEE [Consultar]) |      |      |      |      |      |      |